# 史地芬·嬌朋
史地芬·嬌朋（英語：Steve Gilpin，1949年4月28日—1992年1月6日）是一位新西兰音乐人，同时也是新浪潮乐队Mi-Sex的成员之一。

## 逝世
1991年11月25日，娇朋在拜伦湾附近的Under Rapz进行一场演出，当他开车回家时，卷入了一场车祸车祸致使他头部严重受伤，最终导致他昏迷。1992年年1月6日，他在南港医院去世，享年42岁。他被安葬在他的故土。最后，在1992年的2月，他的妻子玛姬和他们的两个孩子举办了两场慈善音乐会。